# SŽD-Baureihe ВЛ60
Die Lokomotiven der Baureihe ВЛ60 (deutsche Transkription WL60) der Sowjetischen Eisenbahnen (SŽD) sind breitspurige Elektrolokomotiven für den gemischten Verkehr.

## Geschichte
Die Elektrolokomotiven der Reihe ВЛ60 (WL60) wurden ab 1957 von dem damals sowjetischen Hersteller Elektrolokomotivenfabrik Nowotscherkassk in vier verschiedenen Versionen gebaut. Sie wurden als Variante ВЛ60 für den Güterzugdienst mit 110 km/h Höchstgeschwindigkeit, als Variante ВЛ60Р (WL60R) für den Güterzugsdienst mit elektrischer Widerstandsbremse, als Variante ВЛ60К (WL60K) für den Güterzugdienst und Siliziumgleichrichter und als Variante ВЛ60П (WL60P) für den Personenzugdienst mit 130 km/h gebaut.
Die Lokomotiven ВЛ60, ВЛ60Р und ВЛ60П haben noch Ignitron-Gleichrichter erhalten. Inwieweit sie später auf Siliziumgleichrichter umgerüstet wurden, ist aus der Literatur nicht zu entnehmen.
Bei der ВЛ60П, für den Reisezugdienst entwickelt, wurde speziell durch den Einsatz von Aluminium im elektrischen und mechanischen Teil eine geringere Dienstmasse erzielt. Alle Lokomotiven sind einteilige Drehgestelllokomotiven mit der Achsfolge Co’Co’. Auf weitgehende Baugleichheit ist geachtet worden.
Die Lokomotiven sind in großer Stückzahl gebaut worden und sind die Standardlokomotiven der ehemaligen UdSSR.